# Let's Spend the Night Together
Singles de The Rolling Stones
Have You Seen Your Mother, Baby, Standing in the Shadow?
(1966) We Love You / Dandelion
(1967)
Pistes de Between the Buttons (version américaine)
Yesterday's Papers
Let's Spend the Night Together est une chanson des Rolling Stones sortie en single en janvier 1967, avec Ruby Tuesday. Elle est ensuite parue sur la version américaine de l'album Between the Buttons, puis sur la compilation Flowers.
Let's Spend the Night Together est célèbre surtout pour ses paroles très directes, qui ont fait scandale à l'époque au point que Mick Jagger a dû s'auto-censurer quand le groupe a interprété la chanson au cours du Ed Sullivan Show, à la télévision américaine. Au lieu de « let's spend the night », Jagger a marmonné à contrecœur quelque chose s'approchant de « let's spend some time »,. 

## Genèse et enregistrement
Let's Spend the Night Together est écrite par Mick Jagger après avoir passé une nuit dans un motel à Bristol avec sa petite-amie de l'époque la chanteuse Marianne Faithfull,.
Si les paroles sont de Mick Jagger, la musique est du guitariste Keith Richards qui l'a composé exceptionnellement au piano. La chanson marque un tournant pour le groupe car c'est l'une des premières enregistrée dans les studios Olympic à Londres, que le groupe fréquentera régulièrement jusqu'au début des années 1970. 
La chanson comprend le piano du contributeur des Rolling Stones Jack Nitzsche, l'orgue de Brian Jones, la batterie de Charlie Watts, le piano, la guitare électrique et la basse de Richards, le chant principal de Jagger et les chœurs de Jagger et de Richards. Le bassiste habituel Bill Wyman n'apparaît pas sur l'enregistrement.
L'ingénieur du son s'appelle Glyn Johns et il raconte la session : 
« Un dimanche après-midi, au studio 1 d'Olympic, on enregistrait la voix de Mick Jagger sur Let's Spend the Night Together. La chanson avait déjà été enregistrée, si bien qu'il n'y avait que Mick, Andrew [Loog Oldham le producteur], son chauffeur Eddie, moi-même et mon assistant [Eddie Kramer] [...]. On travaillait depuis une vingtaine de minutes et Mick était sur le point de faire la prise qu'on utiliserait. Il a allumé un joint, et il y avait des volutes de fumée bleue au-dessus de lui. On était au milieu de la prise quand à notre grande surprise la porte principale du studio s'est ouverte et deux policiers sont entrés avec précaution. »
Le chauffeur d'Oldham s'empresse de quitter le studio avec les substances illégales, tandis que les deux policiers s'excusent d'être entré sans prévenir (ils pensaient prendre des cambrioleurs en flagrant délit). Glyn Johns raconte : 
« Après avoir échangé quelques mots de politesse, [Mick] leur demande s'ils ont des matraques avec eux [...] et s'ils peuvent les emprunter une minute. Fascinés et quelque peu intimidés par la présence de Mick Jagger, ils acceptent bien volontiers. Andrew les passe à Mick, en disant avoir besoin de percussions sur le pont de la chanson. Les deux matraques sonnent de la même façon que des claves si on les cognait ensemble. »
C'est ainsi que les deux policiers ont participé à l'enregistrement d'une chanson des Rolling Stones.

## Parution et réception
La chanson sort avec Ruby Tuesday en single double face A le 13 janvier 1967 au Royaume-Uni (et le lendemain aux États-Unis). Au Royaume-Uni, le single se classe à la troisième place dès le 19 janvier, tandis qu'aux États-Unis, les deux chansons sont classées dans le Billboard Hot 100 le 21 janvier, mais c'est Ruby Tuesday qui arrive en tête de classement le 4 mars suivant tandis que Let's Spend the Night Together est no 55. Toujours aux États-Unis, les deux chansons paraissent également dans la version américaine de l'album Between the Buttons (alors absentes de la version originale britannique).
En raison du caractère explicitement sexuel des paroles, la chanson provoque un scandale retentissant au point qu'elle est censurée par certaines radios (surtout américaines) qui préfèrent Ruby Tuesday. Dans le classement américain Cash Box, basé uniquement sur les ventes, la chanson atteint la 28e place. Dans d'autres pays du monde, les deux faces du single sont classées séparément. En Irlande, par exemple, Ruby Tuesday est sixième, tandis que Let's Spend The Night Together a été classé séparément quatorzième, car le diffuseur national irlandais, RTÉ, considérait que Ruby Tuesday était plus approprié pour la diffusion radio.
Lors de leur apparition au Ed Sullivan Show du 15 janvier 1967, le groupe s'est d'abord vu refuser la permission d'interpréter le numéro. Sullivan lui-même a même dit à Jagger : « Soit la chanson s'en va, soit vous partez ». Un compromis a été trouvé pour substituer les mots « passons du temps ensemble » à la place de « passons la nuit ensemble » ; Jagger a accepté de changer les paroles mais a ostensiblement levé les yeux au ciel devant la caméra de télévision tout en chantant la phrase en playback, tout comme Bill Wyman. À la suite de cet incident, Sullivan a annoncé que les Rolling Stones seraient à nouveau interdits de se produire dans son émission. Cependant, les Stones sont de nouveau apparus dans la série et ont interprété trois chansons le 23 novembre 1969.
Néanmoins, lors de leur passage dans l'émission Sunday Night at the Palladium sur la chaîne britannique ITV, les Stones refusent d'apparaitre dans le cortège des célébrités qui conclut chaque émission, ce qui provoque la colère du producteur de l'émission Albert Locke : « Pour qui les Stones se prennent-ils ? ». Mick Jagger lui répond :

« Le manège des stars n'est pas un autel. C'est un boulet. Tous ceux qui pensent que nous allons changer notre image pour convenir à un public familial se trompent. »

— Mick Jagger
En avril 2006, pour leur toute première représentation en Chine, les autorités ont interdit au groupe d'interpréter la chanson en raison de ses « paroles suggestives ».

### Autres parutions
La chanson est publiée sur la version américaine de l'album Between the Buttons ainsi que sur les compilations suivantes : 
- Flowers (1967)
- Through the Past, Darkly (Big Hits Vol. 2) (1969)
- Hot Rocks 1964–1971 (1971)
- Rolled Gold: The Very Best of the Rolling Stones (1975)
- 30 Greatest Hits (1977)
- Singles Collection: The London Years (1989)
- Forty Licks (2002)
- Singles 1965–1967 (2004)
- GRRR! (2012)
- Une version live dans l'album Still Life (1982).

## Analyse artistique

### Analyse des paroles
Le personnage de la chanson semble impatient de vouloir passer une nuit torride avec sa petite amie. Pourtant Mick Jagger a affirmé dans une interview au Melody Maker qu'il ne fallait pas voir dans la chanson une invitation à l'amour physique : 

« Je dis toujours : "Passons la nuit ensemble" à toutes les filles que j'emmène sortir. Ça veut dire : "Passerons-nous la soirée ensemble ?". Si les gens déforment cette phrase, s'ils ont l'esprit mal tourné, je suppose que ces mots peuvent avoir des sous-entendus sexuels. Cette chanson n'est pas très osée. Quand vous l'écoutez, vous vous en rendez compte. »

— Mick Jagger
En dépit des déclarations de Mick Jagger, la chanson provoque un scandale retentissant lors de sa sortie en single.

### Structure musicale
La chanson commence par le piano, la basse et les chœurs. C'est l'arrangeur Jack Nitzsche qui se charge du piano avec Keith Richards qui le rejoint par moments en jouant sa partie avec un doigt. En l'absence du bassiste Bill Wyman, la basse est tenue également par Keith qui se double pour grossir le son. L'effet est puissant et assure une véritable ligne directrice rejointe par la batterie de Charlie Watts qui fait une rythmique très Tamla Motown. Keith Richards assure également la guitare rythmique mais elle est inaudible dans le mix (tout comme les clappements de mains). Les chœurs de Mick et Keith ont une couleur kitsch et même juvénile. On peut constater une évolution dans les harmonies vocales au fur et à mesure des compositions. C'est le cas notamment sur le pont vers 1:40 qui ressemble aux Beach Boys. Sur ce même pont où apparaissent les matraques des policiers enfouies dans le mix, Brian Jones introduit l'orgue qu'il joue jusqu'à la fin. Enfin, Mick Jagger excelle dans son interprétation, et il chante avec une fausse pudeur dans un rôle taillé sur mesure. Si c'est une très bonne chanson, on peut regretter un mixage confus.

## Musiciens
- Mick Jagger : chant, chœurs
- Keith Richards : basse, guitare rythmique, piano, chœurs
- Brian Jones : orgue, chœurs, piano
- Charlie Watts : batterie
- Jack Nitzsche : piano
- Andrew Loog Oldham : producteur
- Glyn Johns : ingénieur du son (assisté par Eddie Kramer)

## Reprises et utilisations
- Cette chanson a notamment été reprise par David Bowie sur son album Aladdin Sane, en 1973.
- Muddy Waters l'a également reprise sur son album de 1968 Electric Mud.
- Le groupe britannique Girlschool a enregistré une version de cette chanson sur sa première démo parue en 1978[15].
- En 1979, Roger Chapman crée également une nouvelle version dans son album Chappo.
- En 1980, le groupe canadien Toronto a enregistré une nouvelle version sur l'album Lookin' for Trouble.
- Le groupe de glam metal nord-américain Keel enregistra deux versions de la chanson, l'une sur son premier album Lay Down the Law en 1984 et l'autre sur son successeur The Right to Rock paru en 1985.
- En 2008, la chanson est utilisée dans le film Good Morning England de Richard Curtis.